# Fåret Shaun – Farmageddon
Fåret Shaun – Farmageddon (engelska: A Shaun the Sheep Movie: Farmageddon) är en brittisk animerad komedifilm som hade världspremiär den 18 oktober 2019 på Sundance Film Festival och sverigepremiär den 4 oktober 2019.